# Zatín
Zatín este o comună slovacă, aflată în districtul Trebišov din regiunea Košice. Localitatea se află la altitudinea de 100 m deasupra n.m., se întinde pe o suprafață de 21,78 km2 și în 2017 număra 794 de locuitori.

## Istoric
Localitatea Zatín este atestată documentar din 1233.

## Demografie
| An:                | 1994 | 2004   | 2014   | 2024    |
| ------------------ | ---- | ------ | ------ | ------- |
| Număr de persoane: | 797  | 787    | 810    | 727     |
| Diferență:         |      | −1,25% | +2,92% | −10,24% |

| An:                | 2023 | 2024   |
| ------------------ | ---- | ------ |
| Număr de persoane: | 726  | 727    |
| Diferență:         |      | +0,13% |